# Aptosimum elongatum
Aptosimum elongatum là một loài thực vật có hoa trong họ Huyền sâm. Loài này được (Hiern) Engl. mô tả khoa học đầu tiên năm 1889.